# Чеботарь, Владимир Николаевич
Владимир Николаевич Чеботарь (рум. Vladimir Cebotari; род. 7 ноября 1980, Садаклия, Бессарабский район, Молдавская ССР, СССР) — молдавский политический деятель, юрист. Министр юстиции Республики Молдова с 30 июля 2015 по 21 декабря 2017 года в правительстве Валерия Стрельца. С июня 2013 года по апрель 2015 года был заместителем министра транспорта и дорожной инфраструктуры Республики Молдова, а затем генеральным директором государственного предприятия «Железная дорога Молдовы» (апрель-июль 2015 года).

## Биография
Владимир Чеботарь родился 7 ноября 1980 года в селе Садаклия Бессарабского района Молдавской ССР, СССР.

### Образование
С 1987 по 1996 год учился в общеобразовательной средней школе села Киперчены Оргеевского района, а в 1996—1998 годах учился в общеобразовательной средней школе №. 2 города Оргеева. В 1998 году получил степень бакалавра в румыно-французском теоретическом лицее «Георге Асаки» в Кишинёве и был зачислен, студентом юридического факультета по специальности Экономическое право Международного свободного университета Молдовы, который окончил в 2003 году.
Образовательные курсы:
- 2004 год — методы защиты клиентов при судебных разбирательствах под руководством Уильяма Ханта и Джиллиан Море (лекторов Национального института судебной защиты Соединенных Штатов Америки) при поддержке Американской ассоциации адвокатов — Центрально европейская и Евразийская юридическая инициатива,
- 2006 г. — английское право для международных юристов, Euromoney Legal Training, Прага, Чешская Республика,
- 2011 г. — исполнительный магистр делового администрирования, Университет Ньюпорт, США. (занятия проводились в Кишиневе, Республика Молдова),
- 2012 г. — MSc Air Transport Management, Лондонский городской университет[4], Лондон, Великобритания (незакончено).
- 2022 г. - MSc Executive Global Master in Management London School of Economics and Political Science, Лондон, Великобритания.

## Профессиональная деятельность
В течение 2003—2005 гг. работал юрисконсультом (юрист по гражданским и коммерческим делам) в юридической фирме «Соломон» города Кишинева. С августа 2005 года — по ноябрь 2005 года был главным консультантом в Информационно-аналитическом отделе Управления делами Президента Республики Молдова. С 2006 по 2011 год занимал должность секретаря совета директоров Î.S.C.A. «Air Moldova» и директором юридического департамента (той же компании). С сентября 2008 года по сентябрь 2009 года был советником Генерального директора Транспортного агентства по воздушному транспорту и координации национальных приоритетных проектов Транспортного агентства. С 2008 по 2010 годы был председателем совета директоров С. А. «Северный вокзал».
С декабря 2011 года по июнь 2013 года Чеботарь был директором Управления гражданской авиации Республики Молдова. С января 2014 года по июль 2014 года был председателем совета директоров S.S. «MoldATSA».

## Политическая деятельность
С июня 2013 года по апрель 2015 года занимал должность заместителя министра транспорта и дорожной инфраструктуры. С 30 июля 2015 года по 20 декабря 2017 года занимал пост министра юстиции Республики Молдова в правительстве Стрельца. Был выдвинут на должность министра от Демократической партии Молдовы.
В апреле 2017 года был избран вице-президентом Демократической партии Молдовы.
На парламентских выборах 24 февраля 2019 года был избран депутатом (по национальному округу) в Парламент Республики Молдова.
19 сентября 2019 года парламент проголосовал за отмену депутатской неприкосновенности депутата Владимира Чеботаря по просьбе временного генерального прокурора Думитру Робу. Прокурор заявил, «что течение 2013 года Владимир Чеботарь в интересах организованной преступной группы непосредственно поспособствовал приватизации Международного Аэропорта Кишинэу.» Парламентский иммунитет был снят в день, когда Владимир Чеботарь должен был баллотироваться на выборах мэра Кишинева.
19 февраля 2020 года Владимир Чеботарь вместе с группой депутатов ДПМ покинул фракцию демократов и демократическую партию в частности. 20 февраля 2020, на пресс конференции, данная группа депутатов объявила о создании парламентской группы «Про Молдова».

## Личная жизнь
Владимир Чеботарь женат, имеет двоих детей. Знание языков: румынский (родной), русский (свободно), английский (свободно), французский (средний).